# لهجات الأويغورية
الأويغورية هي اللغة التركية يتحدث بها الأويغور في منطقة شينجيانغ. ولهجاتها العديدة متشابهة على اختلافها.

## اللهجات

### تقسيم تنيشيف[2][3][4]
| الوسطى   | لهجة توربان  |
| الوسطى   | لهجة كوتشا   |
| الوسطى   | لهجة أكسو    |
| الوسطى   | لهجة قشقر    |
| الوسطى   | لهجة يرقند   |
| الجنوبية | لهجة خوتن    |
| الشرقية  | لهجة لوب نور |